# Assumption (Illinois)
La ville d’Assumption est située dans le comté de Christian, dans l’État de l'Illinois, aux États-Unis. Sa population s’élevait à 18 680 habitants lors du recensement de 2010, estimée à 1 104 habitants en 2016.

## Source
- (en) Cet article est partiellement ou en totalité issu de l’article de Wikipédia en anglais intitulé « Assumption, Illinois » (voir la liste des auteurs).